# اختلال نشخوار
اختلال نُشخوار (به انگلیسی: rumination disorder یا Merycism) اختلالی است که وجه مشخص آن نشخوار ارادی و مکرر غذاهای خورده‌شده همراه با برون‌ریزی یا بلع مجدد اما بدون حالت تهوع است.
اختلال نشخوار اکثراً در بچه‌های سه ماهه تا یک ساله و افراد عقب‌مانده ذهنی دیده می‌شود و شیوع آن در دو جنس برابر است. گاهی حتی مشاهده شده است کودکان بزرگتر با تحریک حلق خود با انگشت، سبب استفراغ یا بازگرداندن غذا شده و دوباره شروع به جویدن آن می‌کنند. امروزه این اختلال در افراد بالغ مختلف نیز مشاهده شده اما بررسی‌های کافی در این مورد انجام نشده است.
در یک تجربه نشان داده شد که اگر به کودک اجازه داده شود هر چقدر دلش می‌خواهد غذا بخورد، میزان نشخوار کردن کم می‌شود.